# Campinarana
Campinarana é um tipo de vegetação da região amazônica, que se desenvolve sobre solos arenosos fortemente lixiviados, de baixíssima fertilidade. A pobreza dos solos relaciona-se a origem do sedimento ou ao processo de podzolização, resultante das contínuas subidas e descidas do lençol freático, o que lixivia a matéria orgânica, argilas e outros sedimentos das camadas superiores do solo. Essa vegetação diferencia-se da Floresta Amazônica propriamente dita (a Terra-Firme), pela flora distinta e pelo porte menor das árvores e caules mais finos e tortuosos. São formações florestais que se destacam por possuírem um sub-bosque pouco denso e com pouca presença de cipós e lianas. As árvores presentes nesse tipo de vegetação podem alcançar até 30 metros de altura.
As campinaranas representam ecossistemas singulares dentro da floresta amazônica, caracterizados por alta especialização ecológica, endemismo florístico e extrema fragilidade ambiental. Apresentam composição florística única, mas pobre quando comparada às florestas de Terra-Firme adjacentes. Em um levantamento na Reserva de Desenvolvimento Sustentável do Uatumã, foi registrado 167 espécies pertencentes a 117 gêneros e 50 famílias, onde Fabaceae foi a mais representativa, seguida de rubiáceas e crisobalanáceas. Apenas 30,5% das espécies foram exclusivas de campinaranas, confirmando que, embora existam muitas plantas endêmicas, a maioria das espécies é generalista.
Avanços recentes na cartografia ambiental e no uso de sensoriamento remoto têm revelado que essas áreas são mais extensas e diversificadas do que se pensava, levando a esforços crescentes de conservação e estudos taxonômicos. Além disso, as campinaranas têm despertado interesse científico por sua possível sensibilidade às mudanças climáticas e à alteração do regime hidrológico amazônico, algumas áreas de campinaranas são submetidas a um pulso de inundação, regulado pelo nível do lençol freático e pela precipitação local, e devido a estarem submetidas à alagamento durante um período do ano, são classificadas com Áreas Úmidas. A magnitude e a duração do período de seca ou de alagamento, juntamente com pequenas variações de nutrientes, determinam a distribuição e seleção das espécies nessa vegetação.
A presença de solos arenosos, com baixa fertilidade, hidromórficos e não indicados para a agricultura justificou o uso de muitas áreas para extração de areia destinada à construção civil, o que caracteriza uma forte ameaça a estes ecossistemas. Além disso, as condições edáficas particulares e a vegetação altamente adaptada, formando ilhas de vegetação na Amazônia, com a presença de um grande número de espécies endêmicas e com nichos específicos, são indicadores da vocação destas áreas para conservação e recreação, sendo indicadas principalmente como Reservas e Parques.

## Ocorrência
As campinaranas ocorrem ao longo da região amazônica, sendo em áreas contínuas somente no alto e médio curso da bacia do Rio Negro, enquanto na maioria das demais regiões elas ocorrem de forma fragmentada, como se fossem ilhas envoltas em uma matriz de florestas de Terra-firme. Técnicas recentes de sensoriamento remoto indicam uma área de cobertura de 104.000 km2 apenas para a bacia do rio Negro e 334.879 km para toda a Bacia Amazônica.
Os solos predominantes são desenvolvidos de material de origem retrabalhado proveniente do Pré-Cambriano (gnaisses e granitos), recobertos por sedimentos arenoargilosos de Idade Pliopleistocênica. Destes materiais, desenvolveram-se mantos arenosos profundos, formados por pedogênese in situ como demonstram os estudos no Estado do Amazonas. Compreende um extenso domínio de Espodossolos e Neossolos Quartzarênicos, muitas vezes hidromórficos, em um relevo plano a suave ondulado. São solos arenosos a francoarenosos, de natureza quartzosa, com muita areia fina, profundos e, algumas vezes, ricos em material orgânico em subsuperfície; são quimicamente muito pobres, distróficos e ácidos.

## Terminologia
Inicialmente, Spruce usou o termo "caatinga amazônica" (ou florestas baixas, florestas brancas, monte bajo) para um tipo de vegetação do alto rio Negro, além do termo "caatinga-gapó" para a vegetação com fisionomia semelhante as campinaranas mas submetida ao pulso de inundação do Rio Negro.
O termo mais comumente usado atualmente é Campinarana, por sua vez, foi primeiramente empregado por Adolpho Ducke), Sampaio 1, Egler, Projeto Radambrasil (1973-1987) e IBGE(2012).
Dücke e Black usaram o termo "campina" para as clareiras de gramíneas na Amazônia, com flora similar às "caatingas" amazônicas. Distinguiram também os "campos" (com flora do Cerrado) e as "campinaranas" (definidas como transição entre as florestas amazônicas e os campos e campinas).
O IBGE (2012) propôs uma reformulação, reunindo os termos "Caatinga da Amazônia", "Caatinga-Gapó" e "Campina da Amazônia" sob a categoria "Campinarana" num sentido amplo; os dois primeiros termos são usados, prioritariamente, para designar os tipos de campinarana mais adensados e/ou arborizados; o segundo, em áreas inundadas na maior parte do ano; e o terceiro, para os mais abertos ou campestres.

## Caracterização

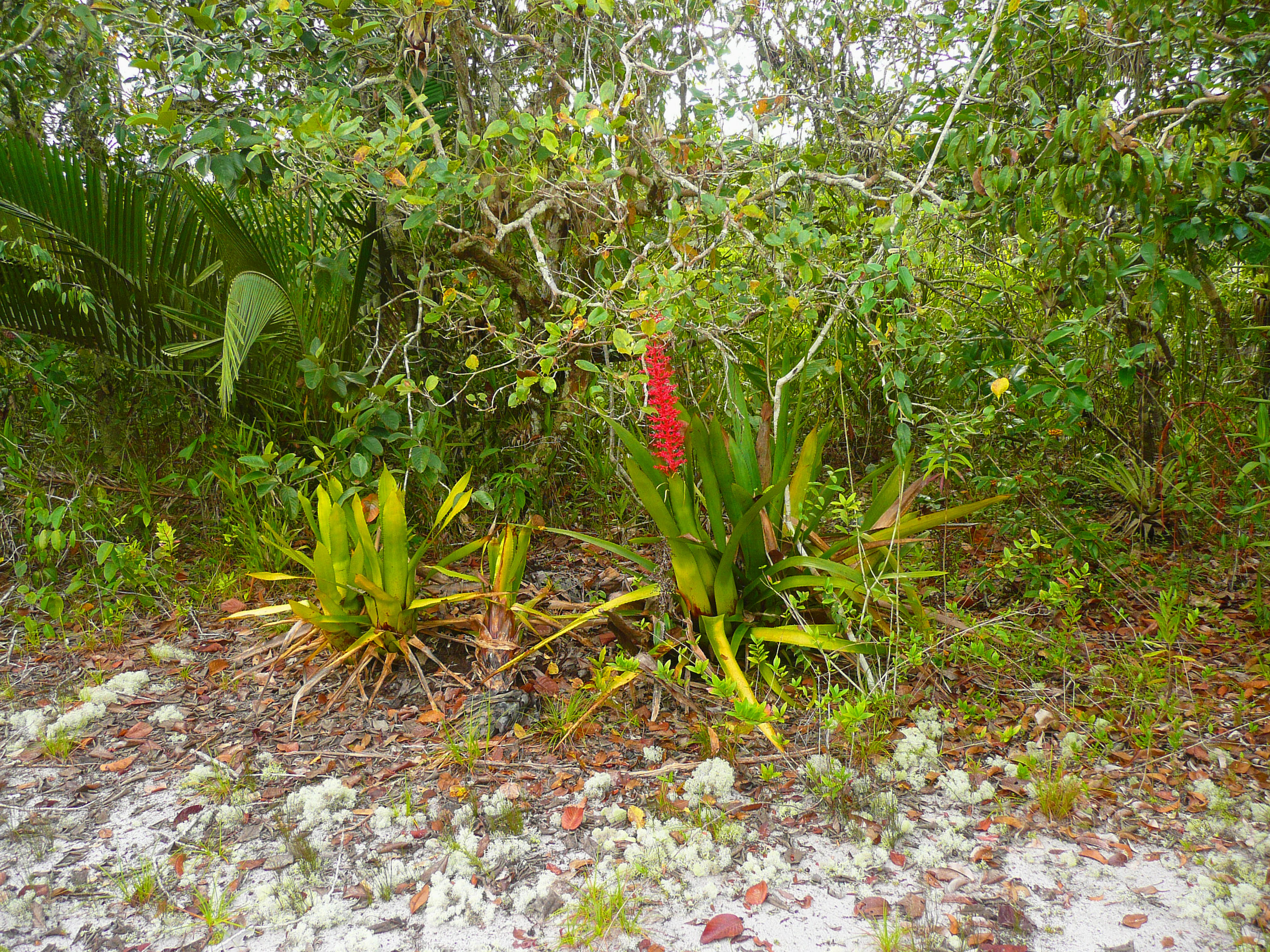
Floresta de Campinarana Arbustiva bem drenada na Reserva de Desenvolvimento Sustentável do Uatumã, Amazonas.

De acordo com o IBGE (2012) as campinaranas foram classificadas em 4 formações:
- Campinarana Florestada também denominada de Floresta de Igapó,[6] que englobaria termos como Caatinga da Amazônia, Ressaca e Caatinga-Gapó (florestada) na qual, as inundações causadas pelo transbordamento dos rios resultam em uma baixa deposição de sedimentos minerais. O lençol freático geralmente não chega à superfície, o que favorece o desenvolvimento de uma vegetação de maior porte, composta por uma formação florestal com árvores relativamente delgadas, que podem atingir até 15 metros de altura. Essas árvores possuem troncos retos, pouco ou nada curvados, e formam um dossel quase contínuo, embora em alguns pontos possa ser mais aberto.[6]

- Campinarana Arborizada englobando os termos Campinarana (stricto sensu) e Caatinga-Gapó (arborizada). A vegetação apresenta um porte mais baixo e aspecto mais raquítico, embora frequentemente compartilhe espécies semelhantes às encontradas nas Campinaranas Florestadas. Neste ambiente, predominam os Espodossolos.[6]

- Campinarana Arbustiva englobando os termos Campina da Amazônia (arbustiva), Caatinga-Gapó (arbustiva), ou Varetal.

- Campinarana Gramíneo-Lenhosa englobando os termos campina e campo da natureza. Neste ambiente, a longa duração das inundações sazonais dificulta o crescimento de árvores de grande porte nesses ambientes. Essas áreas também estão mais expostas à ação dos ventos, o que, durante os períodos glaciais mais secos, favoreceu a formação e movimentação de campos de dunas. No baixo Rio Branco e em parte do Rio Negro, destacam-se regiões com dunas inativas, parcialmente cobertas por vegetação. Essas dunas, tanto parabólicas quanto longitudinais, seguem a direção predominante dos ventos, do nordeste para o sudoeste. Nos lagos entre as dunas, predominam os buritizais (Mauritia sp.). Os solos mais comuns são os Neossolos Quartzarênicos, com ocorrência de Espodossolos nas áreas próximas aos arbustos.[6]

Em 2022 Dermarchi classificou as campinaranas da região do Rio Uatumã em seis diferentes fitofisionomias a partir do gradiente do nível do lençol freático, da estrutura da vegetação e da composição de espécies:
1. Campinarana arbustiva aberta:
Formação mais aberta e rala, com predomínio de arbustos esparsos, gramíneas e ciperáceas. O solo é extremamente arenoso e pobre em nutrientes, e o lençol freático costuma estar raso ou aflorante. A vegetação é fortemente adaptada a condições de encharcamento e alta luminosidade.
2. Campinarana arbustiva densa:
Apresenta maior densidade de arbustos, que podem atingir até 3 metros de altura, e há maior cobertura vegetal no estrato intermediário. A presença de espécies como Macairea radula e Byrsonima crassifolia é comum. Ainda assim, as condições edáficas são severas, com pH ácido e baixa disponibilidade de nutrientes.
3. Campinarana arbórea aberta:
Composta por árvores de pequeno a médio porte, espaçadas, permitindo a entrada de luz no sub-bosque. É comum a presença de palmeiras, como Mauritiella armata, e espécies arbóreas adaptadas a solos hidromórficos. A flora exibe maior diversidade funcional do que nos subtipos mais abertos.
4. Campinarana arbórea densa:
Vegetação mais contínua, com árvores que formam um dossel descontínuo, reduzindo a incidência de luz no estrato inferior. O sub-bosque é composto por arbustos sombreados e espécies tolerantes à umidade elevada. A biomassa vegetal é significativamente maior que nas campinaranas arbustivas.
5. Campinarana florestada aberta:
Essa fitofisionomia apresenta uma estrutura florestal com dossel mais alto e menos densamente fechado. Ocorre sobre solos um pouco mais drenados, e o lençol freático não é tão superficial. Espécies como Pagamea duckei, Dimorphandra cf. cuprea e Eschweilera spp. são frequentes. Representa um estágio intermediário entre campinaranas e florestas de terra firme.
6. Campinarana florestada densa:
Formação mais semelhante a uma floresta ombrófila, embora ainda restrita a solos arenosos. Possui dossel fechado, árvores de médio a grande porte e sub-bosque pobre em espécies herbáceas. As raízes profundas e os mecanismos fisiológicos para lidar com a acidez e pobreza do solo são marcantes nesse ambiente.